# Buri Ram (província)
Buri Ram é uma província da Tailândia. Sua capital é a cidade de Buri Ram.

## Distritos
A província está subdividida em 21 distritos (amphoes) e 2 subdistritos (king amphoes ). Os distritos e subdistritos estão por sua vez divididos em 189 comunas (tambons) e estas em 2212 povoados (moobans).

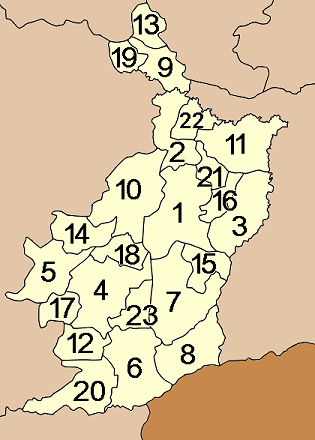
Distritos da província.

| Amphoe | | King Amphoe              |
| --- | --- | ------------------------ |
| 1. Buri Ram 2. Khu Mueang 3. Krasang 4. Nang Rong 5. Nong Ki 6. Lahan Sai 7. Prakhon Chai 8. Ban Kruat 9. Phutthaisong 10. Lam Plai Mat 11. Satuek | 1. Pakham 2. Na Pho 3. Nong Hong 4. Phlapphla Chai 5. Huai Rat 6. Non Suwan 7. Chamni 8. Ban Mai Chaiyaphot 9. Non Din Daeng 1. Chaloem Phra Kiat | 1. Ban Dan 2. Khaen Dong |